# Mitrocomella fulva
Mitrocomella fulva är en nässeldjursart som beskrevs av Browne 1903. Mitrocomella fulva ingår i släktet Mitrocomella och familjen Mitrocomidae. Inga underarter finns listade i Catalogue of Life.